# Enrique Riera Escudero
Enrique Riera Escudero (Asunción, 10 de febrero de 1959) es un abogado y político paraguayo. Desde 2023 es ministro del Interior, bajo el gobierno de Santiago Peña.
De 2018 a 2023 fue senador nacional, por el Partido Colorado, luego de heredar el cargo en reemplazo de Luis Castiglioni y habiendo sido reelecto en las elecciones generales del 2023.
Anteriormente fue intendente de Asunción de 2001 a 2006, y ministro de Educación y Cultura del 2016 al 2018, bajo la administración de Horacio Cartes.

## Vida personal
Nació el 10 de febrero de 1959, en Asunción, Paraguay. Es hijo de Enrique Riera Figueredo, político colorado crítico de la dictadura de Alfredo Stroessner. Poco después del nacimiento de Riera, su padre sería destituido de su cargo como diputado, con la disolución del Congreso, acto represor de Alfredo Stroessner, cuyo objetivo era perseguir colorados demócratas.[cita requerida]
Se casó con Cruz Encina, el 2 de mayo de 1987. Juntos tuvieron tres hijos.

### Educación
Riera estudió en el Colegio San José de Asunción, siendo también estudiante de intercambio del programa Youth for Understanding (YFU) en la Kennedy Bloomington High School de Minnesota.
Es egresado de la Facultad de Ciencias Jurídicas y Diplomáticas de la Universidad Católica de Asunción en 1982.

## Trayectoria profesional
Es profesor en los cursos de posgrado para Maestría en Gobierno y Gerencia Pública en el módulo de Gobierno y Gestión Municipal, en la Universidad Americana (2002-2007). 
Desde 2013, Riera forma parte del Consejo de la Magistratura y como presidente de ese organismo también formaba parte del Jurado de Enjuiciamiento de Magistrados. 

## Trayectoria política

### Inicios
Siguiendo los pasos de su padre, Riera inició su trayectoria política en la Juventud del Movimiento Popular Colorado (Mopoco). Fue presidente de esa organización entre 1983 y 1987.
Su primer cargo público fue como viceministro de la Juventud (actual Secretaría Nacional de la Juventud), entre los años 1994 y 1996, bajo la presidencia de Juan Carlos Wasmosy. El viceministerio, que en ese entonces formaba parte del Ministerio de Educación y Cultura, fue creado por Wasmosy en 1994, siendo Riera su primer ocupante. 
Formó parte del Grupo de Trabajo del Programa de Asesoramiento al Congreso Nacional (1993-1998) presentando anteproyectos de leyes reglamentarias. 
En el año 1998 fue electo como diputado, cargo al que renunció en 2001 para candidatarse a la intendencia capitalina. 

### Intendente de Asunción (2001-2006)
El 18 de noviembre de 2001, Riera fue electo intendente de Asunción, asumiendo el cargo el 19 de diciembre de ese año.

#### Incendio de Ycuá Bolaños
El 1 de agosto de 2004 ocurrió el incendio del supermercado Ycuá Bolaños, en el que murieron cerca de 400 personas y más de 500 resultaron heridas. Riera fue acusado como parcial responsable de la tragedia, que ocurrió durante su administración. Las acusaciones se basan en que la municipalidad, bajo el mando de Riera, permitió al supermercado operar con casi nulas medidas de seguridad, ocasionando así el incendio y su gran cantidad de víctimas. Riera se ha pronunciado sobre el tema, diciendo que no es culpable de la tragedia, ya que según él, no fue responsable de los planos ni de la habilitación de Ycúa Bolaños. Hasta el día de hoy, familiares de las víctimas condenan a Riera como uno de los principales responsables del siniestro.

### Ministro de Educación (2016-2018)
En el 2016 fue elegido por el presidente Horacio Cartes como Ministro de Educación del Paraguay, para reemplazar en el cargo a Marta Lafuente.
En 2017, Riera prohibió mediante resolución 29.664 la «teoría y/o ideología de género» en textos educativos, afirmando después que quemaría libros que encontrara que contengan «ideología de género» en una plaza pública. Su campaña contra de lo que él denominó ideología de género fue impulsada por organizaciones religiosas, lo que lo llevó a ser acusado de violar la separación Iglesia-Estado. En la práctica, ningún texto escolar fue modificado, ya que el MEC no define qué entiende por «ideología de género»

### Senador Nacional (2018-2023)
Riera juró en sesión extraordinaria como senador titular el 14 de agosto de 2018, en reemplazo de Luis Alberto Castiglioni, quien renunció para asumir el cargo de Ministro de Relaciones Exteriores, en la administración de Mario Abdo Benítez. Riera fue reelecto como senador en las elecciones generales de 2023.

#### Ley Zavala-Riera
En 2021, Riera, junto al senador del Partido Patria Querida, Fidel Zavala, presentó un proyecto de ley que buscaba tipificar la invasión de tierras privadas como crimen y aumentar su pena a hasta 10 años de cárcel. La llamada "Ley Zavala-Riera" fue aprobada por la Cámara de Diputados el 29 de septiembre de 2021 y fue promulgada por el presidente en diciembre de ese mismo año.
En abril de 2023, Diego Torales, de la Comisión de Defensa de la ARP, afirmó que la ley Zavala-Riera causó un declive total en la invasiones de propiedad privada, mientras que el Ministerio Público reportó más de 1812 denuncias por invasión de propiedad entre diciembre de 2021 y abril de 2023.

#### Nominación a embajador ante la OEA
En 2021, el presidente Mario Abdo Benítez nominó a Riera como embajador paraguayo ante la Organización de los Estados Americanos, luego del fallecimiento de Elisa Ruiz Díaz en mayo de ese año, pendiente de la confimación del Senado. El Senado rechazó la designación, votando en su contra el 16 de diciembre de 2021.

### Ministro del Interior (2023-actualidad)
El 5 de junio de 2023, el presidente electo, Santiago Peña, anunció vía Twitter que Riera sería su ministro del Interior, a asumir el 15 de agosto. El 3 de agosto, Riera renunció a su escaño en el Senado para asumir el cargo; fue reemplazado por Ramón Retamozo.